# Sardarshahar
Sardarshahar é uma cidade e um município no distrito de Churu, no estado indiano de Rajasthan.

## Demografia
Segundo o censo de 2001, Sardarshahar tinha uma população de 81,378 habitantes. Os indivíduos do sexo masculino constituem 52% da população e os do sexo feminino 48%. Sardarshahar tem uma taxa de literacia de 51%, inferior à média nacional de 59.5%: a literacia no sexo masculino é de 53% e no sexo feminino é de 49%. Em Sardarshahar, 17% da população está abaixo dos 6 anos de idade.